# Zanda
Zanda (chữ Tạng: རྩ་མདའ་རྫོང་; Wylie: rtsa mda' rdzong; ZWPY: Zanda Zong; tiếng Trung: 札达县; bính âm: Zhádá Xiàn, Hán Việt: Trát Đạt huyện) là một huyện của địa khu Ngari (A Lý), khu tự trị Tây Tạng, Trung Quốc. Đây cũng là huyện cực tây của khu tự trị

### Trấn
- Trát Lâm (托林镇)

### Hương
- Tát Nhượng (萨让乡)
- Đạt Ba (达巴乡)
- Để Nhã (底雅乡)
- Hương Tư (香孜乡)
- Khúc Tùng (曲松乡)